# Fläckig dvärgblomfluga
Fläckig dvärgblomfluga (Neoascia interrupta) är en tvåvingeart som först beskrevs av Johann Wilhelm Meigen 1822.  Fläckig dvärgblomfluga ingår i släktet dvärgblomflugor, och familjen blomflugor.
Artens utbredningsområde är Frankrike. Arten är reproducerande i Sverige. Inga underarter finns listade i Catalogue of Life.